# Andrej Piontkovskij
Andrej Andreevič Piontkovskij (in russo Андре́й Андре́евич Пионтко́вский?; Mosca, 30 giugno 1940) è un matematico, attivista e ricercatore russo.
Inoltre è un membro del PEN International e del Consiglio dell'Opposizione russa.

## Biografia
Si laureò al dipartimento di matematica dell'Università statale di Mosca e ha pubblicato più di cento articoli scientifici sulla matematica applicata.
Fu direttore esecutivo del centro strategico di studi di Mosca, un think tank chiuso nel 2006. Scrisse più volte per la Novaja Gazeta, il The Moscow Times, il The Russia Journal e il giornale online Grani.ru. Commenta regolarmente la politica russa per BBC World Service e Radio Liberty da Mosca. Si è da sempre opposto ideologicamente al regime di Vladimir Putin, descrivendo la Russia contemporanea come un "totalitarismo morbido" e un "fascismo ibrido".
Piontkovsky è un membro dell'american Mathematical Society.
Ha pubblicato diversi libri sul periodo putiniano, analizzandone le politiche.
Fu uno dei 34 firmatari del manifesto "Putin Must Go" del 2010.
Il 26 giugno 2013 commentò il caso Snowden dichiarando "Se Pushkov si permette di tracciare un parallelo tra Snowden e i dissenti esiliati dai sovietici, ricordo che nessuno dei dissidenti ha mai avuto a che fare con i servizi segreti russi o ha mai giurato di non tradire mai il loro paese e i suoi segreti".
Paragonò il discorso di Putin sulla situazione in Crimea nel 2014 a quello di Hitler sulla Cecoslovacchia nel 1939.
Nel 2016 pubblicò un articolo intitolato Бомба, готовая взорваться ("Una bomba sul punto di scoppiare") riguardo al conflitto etnico tra Russi e Ceceni. Quando il procuratore generale ritenne questo articolo "estremista" e iniziò un'azione penale, Piontkovsky lasciò il suo paese il 19 febbraio 2016.